# Март 2017 года

Список событий марта 2017 года.

## События
- 1 марта
  - В ответ на транспортную блокаду Донбасса на территории самопровозглашённых Донецкой и Луганской народных республик введено внешнее управление на украинских предприятиях, не зарегистрированных в ДНР и ЛНР[1].
  - Президент РФ Владимир Путин признал провал антидопинговой системы в России[2].
  - На побережье Гудзонова залива в железосодержащих породах хребта Нуввуагиттук, датируемых интервалом между 3,78 и 4,321 млрд лет назад, были найдены трубкообразные структуры, похожих на те, что образуют микроорганизмы, живущие у океанических гидротермальных источниках. Это самые древние следы жизни[3].
  - В Британии на поле в графстве Стаффордшир два кладоискателя нашли древние кельтские украшения из золота возрастом около 2,5 тысячи лет[4].
- 2 марта
  - Сирийские войска при поддержке российских военных второй раз отбили у боевиков ИГИЛ Пальмиру[5].
- 3 марта
  - Китаянка Тань Чжунъи выиграла чемпионат мира по шахматам, в финале она на тай-брейке победила украинку Анну Музычук[6].
- 7 марта
  - США начали развертывание противоракетного комплекса THAAD в Южной Корее[7].
  - WikiLeaks опубликовала новый крупный архив документов ЦРУ Vault 7[8].
- 8 марта
  - По естественным причинам на острове Гоцо (Мальта) полностью разрушился объект всемирного наследия ЮНЕСКО — Лазурное окно[9].
  - КНДР отключили от международной системы банковских расчётов SWIFT из-за «роста международной напряжённости из-за агрессивного военного поведения Пхеньяна»[10].
  - В Гватемале погиб 31 ребёнок в результате пожара в центре реабилитации жертв семейного насилия, в стране объявлен трёхдневный траур[11].
- 9 марта
  - Комитет Европарламента по гражданским свободам, юстиции и внутренним делам одобрил законопроект о внесении Украины в список стран, гражданам которых не требуется виза для поездок в ЕС[12].
  - Президент Белоруссии Александр Лукашенко перенёс срок уплаты «налога на тунеядство» на год, причиной этого были многочисленные «Марши нетунеядцев»[13].
  - Председатель Европейского совета Дональд Туск переизбран на второй срок[14].
- 10 марта
  - Конституционный суд Южной Кореи утвердил импичмент президента Пак Кын Хе[15][16].
  - В Каире (Египет) найдена восьмиметровая статуя фараона, позднее опознанная как изображение Псамметиха I[17].
- 11 марта
  - Правоохранительные органы Нидерландов приняли решение задержать министра по делам семьи Турции Фатму Бетюль Сайян Кайю с целью предотвратить её участие в возможном митинге в поддержку президента Турции Реджепа Тайипа Эрдогана в Роттердаме[18].

- 12 марта
  - Верховный юстиционный суд Каталонии приговорил бывшего главу регионального правительства Артура Маса к двум годам отстранения от выборных должностей государственного, автономного и местного уровней за неподчинение решению Конституционного суда о запрете на проведение референдума о независимости[19].
  - В Эфиопии, в пригороде столицы страны, Аддис-Абебы, по меньшей мере 46 человек оказались погребены под обрушившейся на них гигантской свалкой Кошэ[20].

- 13 марта
  - Второй тур президентских выборов в Венгрии закончился переизбранием действующего президента Яноша Адера[21].
- 14 марта
  - Обе палаты британского парламента окончательно проголосовали за начало процедуры выхода страны из Евросоюза[22].
- 15 марта
  - Парламентские выборы в Нидерландах ознаменовались борьбой за лидерство среди оппозиционной ультраправой «Партии свободы» во главе с политиком Гертом Вилдерсом и правящей «Народной партии за свободу и демократию»[23].
  - После «Маршей нетунеядцев» в городах Белоруссии начались задержания, по данным правозащитников, в Минске задержано 16 человек[24].
- 18 марта
  - В Эстонию прибыли 120 британских солдат и офицеров — это первое подразделение объединённой оперативной группы войск НАТО, которая создаётся в балтийских странах и Польше[25].
- 20 марта
  - Президент России Владимир Путин подписал указ о награждении пропавших в 1991 году без вести журналистов Геннадия Куринного и Виктора Ногина орденами Мужества посмертно[26].
- 21 марта
  - Математик из Франции Ив Мейер стал лауреатом Абелевской премии за «основополагающий вклад в разработку теории вейвлетов»[27].
- 22 марта
  - В Лондоне, на Вестминстерском мосту, близ здания парламента Великобритании, произошёл теракт[28].
  - Всемирная метеорологическая организация объявила о признании 12 новых типов облаков, они собраны в последнем издании Международного атласа облаков[29].
- 23 марта
  - Минюстом приостановлена деятельность на территории России христианской религиозной организации «Свидетели Иеговы» в связи с осуществлением экстремистской деятельности. На 5 апреля запланировано рассмотрение в Верховном суде РФ иска о признании организации экстремистской и её ликвидации[30].
  - В Киеве убит бывший депутат Госдумы от КПРФ Денис Вороненков, эмигрировавший вместе с женой, певицей Марией Максаковой, в октябре 2016 года на Украину, чтобы избежать уголовного преследования в России[31].
  - Пожар на складе боеприпасов в городе Балаклее (Харьковская область, Украина)[32].
- 24 марта
  - Произошло извержение вулкана Камбальный на Камчатке. Последний раз активность этого вулкана наблюдалась более 200 лет назад[33].
- 25 марта
  - Новым главой администрации Гонконга на пятилетний срок избрана 59-летняя Кэрри Лам[34].
- 26 марта
  - В десятках городов России прошли акции протеста в связи отсутствием реакции со стороны властей на фильм-расследование о коррупции премьер-министра Д. Медведева[35]. В Москве организована «протестная прогулка» по Тверской улице, где, среди других активистов, задержан А. Навальный[36]. В Санкт-Петербурге митинг собрал 6—10 тысяч человек[37].
- 27 марта
  - США и ЕС призвали российское правительство отпустить задержанных на митингах, прошедших 26 марта 2017 года[38].
  - Началась очередная всероссийская акция протеста дальнобойщиков, водители требуют отмены системы «Платон»[39].
- 28 марта
  - В Москве прошла 30-я церемония вручения премии «Ника», приз за лучший фильм получил Андрей Кончаловский за фильм «Рай». Александр Сокуров и другие кинематографисты высказались по поводу волнений, прошедших 26 марта[40].
- 29 марта
  - Постоянный представитель Великобритании в Европейском союзе Тим Барроу передал председателю Европейского совета Дональду Туску специальное письмо о задействовании[англ.] статьи 50 Договора о Европейском союзе от премьера Великобритании Терезы Мэй, официально запустив процедуру выхода Великобритании из Евросоюза[41].
  - Совет национальной безопасности Турции объявил, что проводящаяся на территории Сирии операция «Щит Евфрата» успешно завершена[42].
- 31 марта
  - Суд Сеула (Южная Корея) выдал ордер на арест экс-президента Пак Кын Хе, обвинённой во взяточничестве, злоупотреблении властью и передаче конфиденциальной информации постороннему лицу — своей подруге Чхве Сун Силь. Экс-президенту может грозить от 10 лет лишения свободы[43].
  - Подписано соглашение о вхождении отдельных подразделений Южной Осетии в состав российских Вооружённых сил[44].